# Jersey Joe Walcott
Jersey Joe Walcott (Nova Jérsia, 31 de janeiro de 1914 – Camden, 25 de fevereiro de 1994) foi um pugilista estadunidense campeão mundial da categoria de pesos pesados. Seu ranking foi: 72 lutas, 53 vitórias 33 por nocaute, 18 derrotas e 1 empate. Foi dono do recorde de homem mais velho a ganhar o título dos pesos pesados até 1994, quando George Foreman, então com 45 anos de idade, conquistou o cinturão.
Dentre os principais desafiantes de Walcott está Rocky Marciano, com quem lutou em 23 de setembro de 1952, perdendo o título mundial após ser nocauteado.